# 上海万都中心大厦
上海万都中心大厦（英語：Maxdo Centre）是一座位于上海的写字楼。

## 历史
2002年建成竣工，位于上海长宁区兴义路8号，属于古北商圈，毗邻虹桥公园，虹桥南丰城和尚嘉中心。由香港万都集团开发，HPA海波建筑设计事务所公司设计。总建筑面积12万平方米，有241米高，由一幢55层商业主楼和4层商业群房组成。

## 交通
- 上海轨道交通2号线娄山关路站
- 上海轨道交通10号线伊犁路站
- 上海轨道交通3号线，4号线延安西路站